# Medaillewinnaars WK Kunstschaatsen junioren ijsdansen
De Wereldkampioenschappen kunstschaatsen junioren zijn samen een jaarlijks terugkerend evenement dat georganiseerd wordt door de Internationale Schaatsunie (ISU).
Medailles zijn er te verdienen in de categorieën: jongens individueel, meisjes individueel, paarrijden en ijsdansen. Dit artikel geeft het overzicht van de top drie bij het ijsdansen.

## Kampioenen
De 45  wereldtitels werden door 39 paren uit zes landen behaald. De Sovjet-Unie bracht tien paren voort die tezamen vijftien titels veroverden. Uit Rusland legden veertien paren beslag op vijftien titels. De Verenigde Staten (10 paren/10 titels), Canada en Groot-Brittannië (2/2) en Polen (1/1) zijn de andere vier landen.
Het Sovjet ijsdanspaar Jelena Krykanova / Jevgeni Platov wist als enige paar drie wereldtitels te veroveren (1984, 1985 en 1986). Vier paren, Tatjana Doerasova / Sergej Ponomarenko, Elena Batanova / Alexei Soloviev, Marina Anissina / Ilia Averbukh en Natalia Romaniuta / Danil Barantsev, slaagden erin twee keer de wereldtitel te winnen.
Twee paren werden als paar zowel wereldkampioen bij de junioren als de senioren. Het Russische paar Oksana Domnina / Maksim Sjabalin werd in 2003 wereldkampioen bij de junioren en in 2009 bij de senioren. Het Canadese paar Tessa Virtue /Scott Moir deden dit bij de junioren in 2006 en bij de senioren in 2010, 2012 en 2017.
Sergej Ponomarenko was de eerste die in het ijsdansen zowel wereldkampioen bij de junioren als de senioren werd. In 1978 en 1979 werd hij dit bij de junioren met Tatjana Doerasova, in 1989, 1990 en 1992 bij de senioren met Marina Klimova. In 1984, 1985 en 1986 werd Platov met Krikanova wereldkampioen bij de junioren, Oksana Grishuk werd in 1988 bij de junioren wereldkampioen met Alexandr Chichkov en als paar werden Grishuk en Platov wereldkampioen bij de senioren in 1994, 1995, 1996 en 1997. Als juniorenpaar werden Marina Anissina / Ilia Averbukh in 1990 en 1992 wereldkampioen. Anissina werd met Gwendal Peizerat in 2000 wereldkampioen bij de senioren, Averbukh werd met Irina Lobacheva in 2002 wereldkampioen. De Rus Roman Kostomarov werd in 1996 met Ekaterina Davydova wereldkampioen bij de junioren, in 2004 en 2005 bij de senioren met Tatjana Navka.

## Medaillewinnaars
Naast de drievoudig wereldkampioenen Jelena Krykanova / Jevgeni Platov stonden drie andere paren drie keer op het erepodium bij het WK kunstschaatsen voor junioren; Tanith Belbin / Benjamin Agosto, Romaniuta / Barantsev en Jelena Romanovskaja / Alexander Gratsjev. Ook Elena Batanova en Maksim Sjabalin namen driemaal plaats op het erepodium. Batanova in 1979 met Andrei Antonov en 1980 en 1981 met Alexei Soloviev. Sjabalin in 2001 en 2002 met Jelena Chaliavina en in 2003 met Oksana Domnina. Behalve de twee paren die twee keer de wereldtitel veroverden, stonden er nog 23 paren twee keer op het erepodium.
| Jaar | Locatie          | Goud                                   | Zilver                                    | Brons                                   |
| ---- | ---------------- | -------------------------------------- | ----------------------------------------- | --------------------------------------- |
| 1976 | Megève           | Kathryn Winter Nicholas Slater         | Denise Best David Dagnell                 | Martine Olivier Yves Tarayre            |
| 1977 | Megève           | Wendy Sessions Mark Reed               | Karen Barber Kim Spreyer                  | Marie McNeil Robert McCall              |
| 1978 | Megève           | Tatjana Doerasova Sergej Ponomarenko   | Kelly Johnson Kris Barber                 | Nathalie Herve Pierre Husarek           |
| 1979 | Augsburg         | Tatjana Doerasova Sergej Ponomarenko   | Elena Batanova Andrei Antonov             | Kelly Johnson Kris Barber               |
| 1980 | Megève           | Elena Batanova Alexei Soloviev         | Judit Péterfy Csaba Bálint                | Renée Roca Andrew Ouellette             |
| 1981 | London           | Elena Batanova Alexei Soloviev         | Natalia Annenko Vadim Karkachev           | Karyn Garossino Rodney Garossino        |
| 1982 | Oberstdorf       | Natalia Annenko Vadim Karkachev        | Tatiana Gladkova Igor Shpilband           | Lynda Malek Alexander Miller            |
| 1983 | Sarajevo         | Tatiana Gladkova Igor Shpilband        | Elena Novikova Oleg Bliakhman             | Christina Yatsuhashi Keith Yatsuhashi   |
| 1984 | Sapporo          | Jelena Krykanova Jevgeni Platov        | Christina Yatsuhashi Keith Yatsuhashi     | Svetlana Liapina Georgi Sur             |
| 1985 | Colorado Springs | Jelena Krykanova Jevgeni Platov        | Svetlana Liapina Georgi Sur               | Doriane Bontemps Charles Paliard        |
| 1986 | Sarajevo         | Jelena Krykanova Jevgeni Platov        | Svetlana Serkeli Andrei Zharkov           | Corinne Paliard Didier Courtois         |
| 1987 | Kitchener        | Ilona Melnichenko Gennadi Kaskov       | Oksana Grishuk Alexandr Chichkov          | Catherine Pal Donald Godfrey            |
| 1988 | Brisbane         | Oksana Grishuk Alexandr Chichkov       | Irina Antsiferova Maxim Sevastianov       | Maria Orlova Oleg Ovsiannikov           |
| 1989 | Sarajevo         | Angelika Kirkhmaier Dmitri Lagutin     | Liudmila Berezova Vladimir Federov        | Marina Morel Gwendal Peizerat           |
| 1990 | Colorado Springs | Marina Anissina Ilia Averbukh          | Elena Kustarova Sergei Romashkin          | Marie-France Dubreuil Bruno Yvars       |
| 1991 | Boedapest        | Aliki Stergiadu Yuri Razguliaiev       | Marina Morel Gwendal Peizerat             | Elena Kustarova Sergei Romashkin        |
| 1992 | Hull             | Marina Anissina Ilia Averbukh          | Yaroslava Nechaeva Yuri Chesnichenko      | Amelie Dion Alexandre Alain             |
| 1993 | Seoel            | Ekaterina Svirina Sergey Sakhnovski    | Sylwia Nowak Sebastian Kolasinski         | Beranger Nau Luc Moneger                |
| 1994 | Colorado Springs | Sylwia Nowak Sebastian Kolasinski      | Ekaterina Svirina Sergey Sakhnovski       | Agnes Jacquemard Alexis Gayet           |
| 1995 | Boedapest        | Olga Sharutenko Dmitri Naumkin         | Stephanie Guardia Franck Laporte          | Iwona Filipowicz Michal Szumski         |
| 1996 | Brisbane         | Ekaterina Davydova Roman Kostomarov    | Isabelle Delobel Olivier Schoenfelder     | Natalia Gudina Vitaly Kurkudym          |
| 1997 | Seoel            | Nina Oulanova Mikhail Stifounin        | Oksana Potdykova Denis Petukhov           | Oxsana Blazowska Marcin Kozubek         |
| 1998 | Saint John       | Jessica Joseph Charles Butler jr.      | Federica Faiella Luciano Milo             | Oksana Potdykova Denis Petukhov         |
| 1999 | Zagreb           | Jamie Silverstein Justin Pekarek       | Federica Faiella Luciano Milo             | Natalia Romaniuta Danil Barantsev       |
| 2000 | Oberstdorf       | Natalia Romaniuta Danil Barantsev      | Emilie Nussear Brandon Forsyth            | Tanith Belbin Benjamin Agosto           |
| 2001 | Sofia            | Natalia Romaniuta Danil Barantsev      | Tanith Belbin Benjamin Agosto             | Jelena Chaliavina Maksim Sjabalin       |
| 2002 | Oslo             | Tanith Belbin Benjamin Agosto          | Jelena Chaliavina Maksim Sjabalin         | Jelena Romanovskaja Alexander Gratsjev  |
| 2003 | Ostrava          | Oksana Domnina Maksim Sjabalin         | Nóra Hoffmann Attila Elek                 | Jelena Romanovskaja Alexander Gratsjev  |
| 2004 | Den Haag         | Jelena Romanovskaja Alexander Gratsjev | Nóra Hoffmann Attila Elek                 | Morgan Matthews Maxim Zavozin           |
| 2005 | Kitchener        | Morgan Matthews Maxim Zavozin          | Tessa Virtue Scott Moir                   | Anastasia Gorshkova Ilia Tkachenko      |
| 2006 | Ljubljana        | Tessa Virtue Scott Moir                | Natalia Mikhailova Arkadi Sergeev         | Meryl Davis Charlie White               |
| 2007 | Oberstdorf       | Jekaterina Bobrova Dmitri Solovjov     | Grethe Gruenberg Kristian Rand            | Kaitlyn Weaver Andrew Poje              |
| 2008 | Sofia            | Emily Samuelson Evan Bates             | Vanessa Crone Paul Poirier                | Kristina Gorshkova Vitali Butikov       |
| 2009 | Sofia            | Madison Chock Greg Zuerlein            | Maia Shibutani Alex Shibutani             | Jekaterina Riazanova Jonathan Guerreiro |
| 2010 | Den Haag         | Jelena Ilinych Nikita Katsalapov       | Alexandra Paul Mitchell Islam             | Ksenia Monko Kirill Chaljavin           |
| 2011 | Gangneung        | Ksenia Monko Kirill Chaljavin          | Jekaterina Poesjkasj Jonathan Guerreiro   | Charlotte Lichtman Dean Copely          |
| 2012 | Minsk            | Viktoria Sinitsina Roeslan Zjigansjin  | Aleksandra Stepanova Ivan Boekin          | Alexandra Aldridge Daniel Eaton         |
| 2013 | Milaan           | Aleksandra Stepanova Ivan Boekin       | Gabriella Papadakis Guillaume Cizeron     | Alexandra Aldridge Daniel Eaton         |
| 2014 | Sofia            | Kaitlin Hawayek Jean-Luc Baker         | Anna Janovskaja Sergej Mozgov             | Madeline Edwards Zhao Kai Pang          |
| 2015 | Tallinn          | Anna Janovskaja Sergej Mozgov          | Lorraine McNamara Quinn Carpenter         | Oleksandra Nazarova Maksym Nikitin      |
| 2016 | Debrecen         | Lorraine McNamara Quinn Carpenter      | Rachel Parsons Michael Parsons            | Alla Loboda Pavel Drozd                 |
| 2017 | Taipei           | Rachel Parsons Michael Parsons         | Alla Loboda Pavel Drozd                   | Christina Carreira Anthony Ponomarenko  |
| 2018 | Sofia            | Anastasia Skoptsova Kirill Aljosjin    | Christina Carreira Anthony Ponomarenko    | Arina Oesjakova Maksim Nekrasov         |
| 2019 | Zagreb           | Marjorie Lajoie Zachary Lagha          | Jelizaveta Choedajberdieva Nikita Nazarov | Sofia Sjevtsjenko Igor Jerjomenko       |
| 2020 | Tallinn          | Avonley Nguyen Vadym Kolesnik          | Maria Kazakova Georgy Reviya              | Jelizaveta Sjanajeva Devid Narizjnyj    |

## Medailleklassement per land
| #      | Land             | Goud | Zilver | Brons | Totaal |
| ------ | ---------------- | ---- | ------ | ----- | ------ |
| 1      | Sovjet-Unie      | 15   | 11     | 03    | 0029   |
| 2      | Rusland          | 15   | 09     | 13    | 0037   |
| 3      | Verenigde Staten | 10   | 07     | 10    | 0027   |
| 4      | Canada           | 02   | 04     | 08    | 0014   |
| 5      | Groot-Brittannië | 02   | 02     |       | 0004   |
| 6      | Polen            | 01   | 01     | 02    | 0004   |
| 7      | Frankrijk        |      | 04     | 07    | 0011   |
| 8      | Hongarije        |      | 03     |       | 0003   |
| 9      | Italië           |      | 02     |       | 0002   |
| 10     | Estland          |      | 01     |       | 0001   |
| 11     | Georgië          |      | 01     |       | 0001   |
| 12     | Oekraïne         |      |        | 02    | 0002   |
| Totaal | Totaal           | 45   | 45     | 45    | 135    |

Medaillewinnaars

Jongens · 
Meisjes · 
Paren · 
IJsdansen

 Toernooi

1976 · 
1977 · 
1978 · 
1979 · 
1980 · 
1981 · 
1982 · 
1983 · 
1984 · 
1985 · 
1986 · 
1987 · 
1988 · 
1989 · 
1990 · 
1991 · 
1992 · 
1993 · 
1994 · 
1995 · 
1996 · 
1997 · 
1998 · 
1999 · 
2000 · 
2001 · 
2002 · 
2003 · 
2004 · 
2005 · 
2006 · 
2007 · 
2008 · 
2009 · 
2010 ·
2011 ·
2012 ·
2013 ·
2014 ·
2015 ·
2016 ·
2017 ·
2018 ·
2019 · 
2020

 ISU-kampioenschappen

WK kunstschaatsen · 
EK kunstschaatsen · 
Viercontinentenkampioenschap · 
Olympische Spelen